# Abklacz
Abklacz (z niem. Abklatsch) – błąd w procesie drukowania polegający na lustrzanym odbiciu rysunku na odwrotnej stronie znaczka pocztowego. Powstaje w dwóch przypadkach:
- gdy maszyna drukująca pracuje bez papieru i farba nakłada się na podkład, z którego następny arkusz odbiera rysunek z obu stron, przy czym rysunki pokrywają się dokładnie,
- gdy na jeszcze mokry arkusz nakłada się następny, odbitka może wtedy być jednak przesunięta lub odwrócona.